# NGC 4799
NGC 4799 ist eine 13,6 mag helle Spiralgalaxie vom Hubble-Typ Sc mit aktivem Galaxienkern im Sternbild Jungfrau auf der Ekliptik. Sie ist schätzungsweise 122 Millionen Lichtjahre von der Milchstraße entfernt und hat einen Durchmesser von etwa 50.000 Lichtjahren.
Im selben Himmelsareal befinden sich u. a. die Galaxien NGC 4772, NGC 4809, NGC 4810.
Das Objekt wurde  am 30. April 1786 von Wilhelm Herschel mit einem 18,7–Zoll–Spiegelteleskop entdeckt, der sie dabei mit „vF, cS, with 240 power lE, near vS star“ beschrieb.